# إيفلين ماير (ممثلة)
إيفلين ماير (بالإنجليزية: Eve Meyer)‏ هي عارضة ومنتجة أفلام وممثلة أمريكية، ولدت في 13 ديسمبر 1928 في الولايات المتحدة، وتوفيت في 27 مارس 1977 في إسبانيا. بدأت مشوارها المهني سنة 1955.

## وصلات خارجية
- إيفلين ماير على موقع IMDb (الإنجليزية)
- إيفلين ماير على موقع ألو سيني (الفرنسية)
- إيفلين ماير على موقع أول موفي (الإنجليزية)
- إيفلين ماير على موقع قاعدة بيانات الفيلم (الإنجليزية)
- إيفلين ماير على موقع كينوبويسك (الروسية)